# Lista niemorskich mięczaków Malty

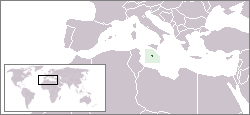
Położenie Malty

Topografia Malty

Niemorskie mięczaki Malty są częścią fauny mięczaków Malty.
Na Malcie na wolności występuje szereg gatunków niemorskich mięczaków. Jest to 78 gatunków ślimaków, 15 gatunków ślimaków słodkowodnych, 62 gatunki ślimaków lądowych i 2 gatunki małży.
Występuje tam również na wolności 5 nierodzimych gatunków ślimaków (2 gatunki słodkowodne i 2 gatunki lądowe), nie występują natomiast żadne nierodzime gatunki małży.
| Liczba mięczaków według siedliska      | Liczba gatunków (według tej listy) |
| -------------------------------------- | ---------------------------------- |
| Ślimaki słodkowodne                    | 15                                 |
| Ślimaki lądowe                         | 62                                 |
| Całkowita liczba ślimaków niemorskich  | 77                                 |
| Małże słodkowodne                      | 2                                  |
| Całkowita liczba mięczaków niemorskich | 79                                 |

## Ślimaki słodkowodne
Ślimaki słodkowodne na Malcie obejmują:
Hydrobiidae
- Hydrobia acuta(inne języki) (Draparnaud, 1805) - w słonawej wodzie[1]
- Hydrobia ventrosa(inne języki) (Montagu, 1803) - w wodzie słonawej[1]
- Paludinella littorina(inne języki) (Delle Chiaje, 1828) - w wodzie słonawej[1]
- Pseudamnicola moussoni (Calcara, 1841)[1]
- Heleobia stagnorum(inne języki) (Gmelin, 1791)[2] - synonim: Littorinida stagnorum (Gmelin, 1791)[1] - w słonawej wodzie
- Mercuria similis(inne języki) (Draparnaud, 1805)[1]

Thiaridae
- Melanoides tuberculata (O. F. Müller, 1774)[1] - prawdopodobnie lokalnie wymarły[2]

Lymnaeidae
- Galba truncatula (O. F. Müller, 1774)[1]
- Radix peregra (O. F. Müller, 1774)[1] - prawdopodobnie lokalnie wymarły[2]

Physidae
- Physella acuta (Draparnaud, 1805) - nie tubylczy[1]

Planorbidae
- Planorbis moquini (Requien, 1848)[1]
- Planorbis planorbis (Linnaeus, 1758)[1] - prawdopodobnie lokalnie wymarły[2]
- Gyraulus laevis (Alder, 1838)[1]
- Helisoma duryi(inne języki) (Wetherby, 1879) - nie tubylczy[1]
- Ancylus fluviatilis (O. F. Müller, 1774)[1]

## Ślimaki lądowe
Ślimaki lądowe na Malcie obejmują:
Pomatiidae
- Pomatias elegans(inne języki) (O. F. Müller, 1774) - nie tubylczy[1]
- Tudorella sulcata(inne języki) (Draparnaud, 1805)[1]

Truncatellidae
- Truncatella subcylindrica(inne języki) (Linnaeus, 1767)[1] - częściowo morski, częściowo lądowy

Ellobiidae
- Leucophytia bidentata(inne języki) (Montagu, 1808)[1] - półmorski
- Ovatella firminii (Payraudeau, 1826)[1] - półmorski
- Myosotella myosotis(inne języki) (Draparnaud, 1801)[1] - półmorski
- Carychium schlickumi (Strauch, 1977)[1]

Lauriidae
- Lauria cylindracea(inne języki) (Da Costa, 1778)[1]

Valloniidae
- Vallonia pulchella(inne języki) (O. F. Müller, 1774)[1]

Vertiginidae
- Truncatellina callicratis(inne języki) (Scacchi, 1833)[1]

Pleurodiscidae
- Pleurodiscus balmei(inne języki) (Potiez & Michaud, 1838)[1]

Chondrinidae
- Granopupa granum(inne języki) (Draparnaud, 1801)[1]
- Rupestrella philippii (Cantraine, 1840)[1]

Enidae
- Mastus pupa (Linnaeus, 1758)[1]

Clausiliidae
- Lampedusa imitatrix(inne języki) (O. Boettger, 1879) - Lampedusa imitatrix imitatrix (O. Boettger, 1879) - endemiczny; Lampedusa imitatrix melitensis (Gatto, 1892) - endemiczny[1]
- Muticaria macrostoma(inne języki) (Cantraine, 1835) - Muticaria macrostoma macrostoma (Cantraine, 1835) - endemiczny; Muticaria macrostoma oscitans (Charpentier, 1852) - endemiczny; Muticaria macrostoma macrostoma × Muticaria macrostoma oscitans - endemiczny; Muticaria macrostoma macrostoma × Muticaria macrostoma scalaris[1]
- hybrida Lampedusa imitatrix imitatrix × Muticaria macrostoma macrostoma[1]
- Muticaria macrostoma(inne języki) (Gulia, 1861) - Muticaria macrostoma mamotica (Gulia, 1861) - endemiczny; Muticaria macrostoma scalaris (L. Pfeiffer, 1848) - endemiczny[1]
- Papillifera papillaris(inne języki) (O. F. Müller, 1774)[1]

Ferussaciidae
- Ferussacia folliculum (Gronovius, 1781)[1]
- Cecilioides acicula (O. F. Müller, 1774)[1]
- Cecilioides janii (De Betta & Martinati, 1855)[1]
- Cecilioides petitiana(inne języki) (Benoit, 1862)[1]
- Hohenwartiana hohenwarti (Rossmässler, 1839)[1]

Subulininae
- Rumina decollata(inne języki) (Linnaeus, 1758)[1]

Testacellidae
- Testacella riedeli (Guisti, Manganelli & Schembri, 1995)[1]

Discidae
- Discus rotundatus (O. F. Müller, 1774) - nie tubylczy[1]

Succineidae
- Oxyloma elegans (Risso(inne języki), 1826)[1]

Pristilomatidae
- Vitrea contracta(inne języki) (Westerlund, 1871)[1]
- Vitrea subrimata(inne języki) (Reinhardt, 1871)[1]

Oxychilidae
- Mediterranea hydatina (Rossmässler, 1838)[1]
- Oxychilus draparnaudi(inne języki) (Beck, 1837)[1]

Milacidae
- Milax nigricans(inne języki) (Schultz, 1836)[1]
- Tandonia sowerbyi(inne języki) (Férussac, 1823)[1]

Limacidae

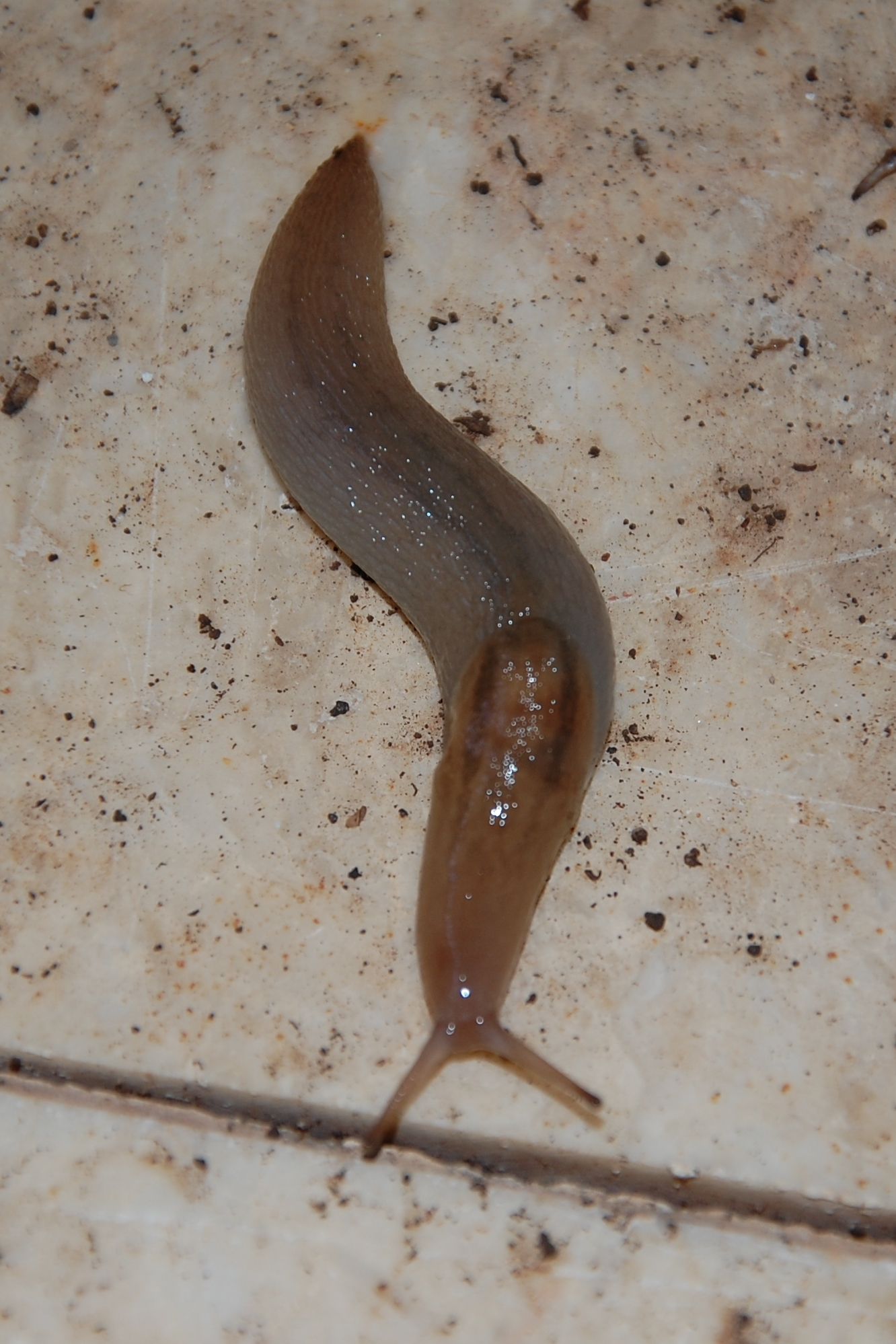
Lehmannia melitensis

- Limacus flavus (Linnaeus, 1758)[1]
- Lehmannia melitensis(inne języki) (Lessona & Pollonera, 1882)[1]
- Ambigolimax valentianus(inne języki) (Férussac, 1821) – sprowadzony[3]

Agriolimacidae
- Deroceras panormitanum (Lessona & Pollonera, 1882)[1]
- Deroceras golcheri (Altena, 1962)[1]

Sphincterochilidae
- Sphincterochila candidissima(inne języki) (Draparnaud, 1801)[1]

Hygromiidae
- Cernuella caruanae (Kobelt, 1888) - endemiczny na Malcie i Sycylii[1]
- Cernuella cisalpina(inne języki) (Rossmässler, 1837)[1]
- Cernuella virgata(inne języki) (Da Costa, 1778)[1]
- Cochlicella acuta(inne języki) (O. F. Müller, 1774)[1]
- Cochlicella conoidea(inne języki) (Draparnaud, 1801)[1]
- Schileykiella parlatoris (Bivona, 1839)[1]
- Trochoidea calcarata (Benoit, 1860) - endemiczny[1]
- Trochoidea cucullus(inne języki) (Martens, 1873) - endemiczny[1]
- Trochoidea despotti (Soós, 1933) - endemiczny[1]
- Trochoidea ogygiaca (Westerlund, 1889) - endemiczny[1]
- Trochoidea schembrii (Pfeiffer, 1848) - endemiczny[1]
- Trochoidea spratti(inne języki) (Pfeiffer, 1846) - endemiczny[1]
- Xerocrassa gharlapsi(inne języki) (Beckmann, 1987) - endemiczny[1]
- Xerocrassa meda(inne języki) (Porro, 1840)[1]
- Xerotricha apicina(inne języki) (Lamarck, 1822)[1]
- Xerotricha conspurcata(inne języki) (Draparnaud, 1801)[1]

Helicidae

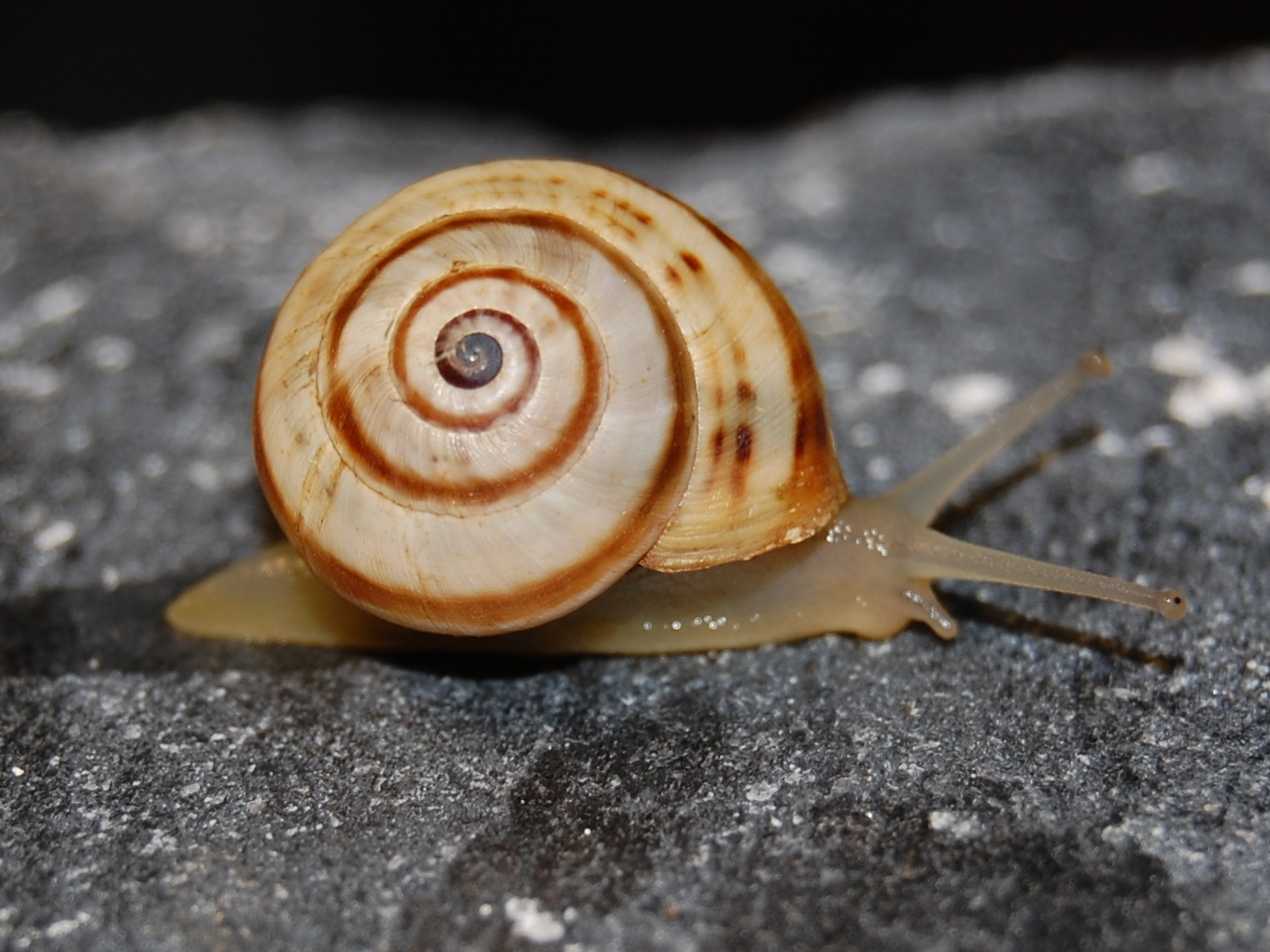
Theba pisana jest gatunkiem szeroko rozpowszechnionym na Malcie

- Cantareus aperta (Born, 1778)[1]
- Cornu aspersum(inne języki) (O. F. Müller, 1774)[1]
- Eobania vermiculata(inne języki) (O. F. Müller, 1774)[1]
- Murella globularis (Philippi, 1836)[1]
- Murella melitensis (Férussac, 1821) - endemiczny[1]
- Theba pisana(inne języki) (O. F. Müller, 1774)[1]

Trissexodontidae
- Caracollina lenticula(inne języki) (Michaud, 1831)[1]

## Małże słodkowodne
Małże słodkowodne na Malcie obejmują:
Sphaeriidae
- Pisidium casertanum(inne języki) (Poli, 1791)[1]
- Pisidium personatum(inne języki) (Malm, 1855)[1]

Następujące gatunki zostały znalezione tylko jako skamieniałości na Malcie:
Skamieniałe ślimaki słodkowodne
- Gyraulus crista (Linnaeus, 1758)[1]
- Bulinus truncatus(inne języki) (Audouin, 1827)[1]

Skamieniałe ślimaki lądowe
- Vertigo antivertigo(inne języki) (Draparnaud, 1801)[1]
- Orculella templorum (Benoit, 1862)[1]
- Siciliaria septemplicata (Philipii, 1836)[1]
- Cernuella durieui (Pfeiffer, 1848)[1]
- Trochoidea caroni(inne języki) (Deshayes, 1830) - kopalny okaz endemiczny na Malcie i Sycylii[1]